# Зельона-Гута
Зельона-Гута (пол. Zielona Huta) — село в Польщі, у гміні Конажини Хойницького повіту Поморського воєводства.
Населення — 281 особа (2011).
У 1975-1998 роках село належало до Слупського воєводства.

## Демографія
Демографічна структура станом на 31 березня 2011 року:
|          | Загалом | Допрацездатний вік | Працездатний вік | Постпрацездатний вік |
| -------- | ------- | ------------------ | ---------------- | -------------------- |
| Чоловіки | 140     | 36                 | 93               | 11                   |
| Жінки    | 141     | 46                 | 71               | 24                   |
| Разом    | 281     | 82                 | 164              | 35                   |